# Grandi speranze (film 1946)
Grandi speranze (Great Expectations) è un film del 1946 diretto da David Lean, basato sull'omonimo romanzo di Charles Dickens. Il film è il primo dei due che Lean diresse sulla base di opere di Dickens, il secondo è l'adattamento del romanzo Oliver Twist del 1948.

## Trama
Un orfano, Phillip "Pip" Pirrip, vive con la bisbetica sorella maggiore e suo marito Joe Gargery, un fabbro dal cuore buono. Un giorno, Pip si imbatte in un galeotto evaso, Abel Magwitch, che intimidisce il ragazzo ordinandogli di procurargli del cibo e una lima per liberarsi dalle sue catene. Ma l'uomo viene nuovamente arrestato di lì a poco, quando attacca un altro evaso, e quindi ricondotto in prigione.
In seguito, Miss Havisham, una ricca e stramba zitella, accoglie stabilmente in casa il ragazzo, affinché le faccia compagnia e giochi con una ragazza adolescente bella ma crudele, Estella, che prende in giro in ogni occasione i modi grossolani di Pip, il quale però si innamora molto presto di lei. In seguito Pip fa la conoscenza di Mr. Jaggers, l'avvocato di Miss Havisham, e incontra uno dei conoscenti della donna, Herbert Pocket, un ragazzo suo coetaneo, che egli descrive come "il signore pallido e giovane". Le visite a casa Havisham terminano quando Pip compie quattordici anni e inizia il suo apprendistato come fabbro. Anche Estella sta per andarsene, per intraprendere gli studi e imparare a diventare una signora.
Sei anni dopo, il signor Jaggers si presenta e riferisce a Pip che un misterioso benefattore si è offerto di trasformare il giovanotto in un gentiluomo, uno con "grandi speranze". Presupponendo che il benefattore sia Miss Havisham, Pip raggiunge Londra, dove il signor Jaggers dispone che egli frequenti l'ormai cresciuto Herbert Pocket, affinché questi gli insegni a comportarsi come un gentiluomo. Herbert rivela a Pip che Miss Havisham è una donna amareggiata dalla vita e con la mente sconvolta dal fatto di essere stata abbandonata sull'altare il giorno delle nozze, molti anni prima, evento che l'ha portata a covare un desiderio di vendetta nei confronti di tutti gli uomini. Suo strumento di vendetta è Estella, una creatura insensibile e dedita a spezzare il cuore degli uomini. Pip si rifiuta di credere a tali parole.
Pip compie ventun anni e riceve una visita di Joe Gargery, i cui modi goffi vengono tollerati con malcelata irritazione dal ragazzo, divenuto ormai uno snob. Joe riferisce a Pip che Miss Havisham desidera rivederlo, e il ragazzo è lieto di incontrare nuovamente Estella, divenuta adulta, anche se lei lo mette subito in guardia affermando risoluta: "Dovete sapere, Pip, io non ho cuore", ma Pip non le crede. I due giovani trascorrono molto tempo insieme, anche se la ragazza flirta apertamente con molti uomini, specialmente quelli impopolari, anche se ricchi e di prestigiosi natali, come Bentley Drummle. Di fronte alla riprovazione di Pip, la ragazza si giustifica sostenendo di non provare nulla nei confronti di Drummle, pur flirtando con lui.
Pip riceve un altro visitatore dal passato, Abel Magwitch, che gli rivela di essere il suo misterioso benefattore, non Miss Havisham. L'avvocato Jaggers conferma la notizia, anche se indirettamente, in quanto racconta che Magwitch fu deportato in Australia, dove fece fortuna e si arricchì tanto da permettersi di pagare gli studi di Pip, e che sarà impiccato se trovato in Inghilterra. Quando l'assistente di Jaggers, il signor Wemmick, mette in guardia Pip che un vecchio nemico (l'altro evaso con cui Magwitch si era scontrato all'epoca del suo primo incontro con il ragazzo), sa che Magwitch è a Londra, il giovane fa i preparativi per condurre di nascosto il vecchio su un mercantile e lo accompagna verso il continente.
Quando Pip va a dire addio a Estella, la trova in compagnia di Miss Havisham. Pressata, la ragazza confessa a Pip che sta per sposarsi controvoglia con Drummle. Pip si confronta con Miss Havisham, dicendole che ha già ottenuto la sua vendetta, almeno su di lui, dato che ama Estella senza speranza. Per la prima volta, Miss Havisham deplora le proprie azioni. Mentre Pip se ne sta andando, un pezzo di carbone incandescente caduto dal camino colpisce il logoro abito da sposa che Miss Havisham indossa. Pip sente le sue grida e torna indietro per tentare di soffocare le fiamme con una tovaglia ma, nonostante i suoi sforzi, non è in grado di salvare Miss Havisham.
Quando Pip, Herbert e Magwitch scendono dal mercantile, vengono intercettati dalla polizia che li attende dopo essere stata avvertita dal grande nemico di Magwitch. I due anziani galeotti hanno uno scontro, a seguito del quale Magwith rimane gravemente ferito, mentre la sua nemesi muore dopo essere stato colpito dalla nave. Il vecchio aveva già parlato a Pip della propria figlia perduta, e Jaggers conferma quanto Pip già sospettava, ovvero che Estella è la figlia di Magwitch. Pip rivela al moribondo Magwitch la sorte della ragazza, e gli confessa di essere innamorato di lei. Magwitch muore, ma con il cuore sollevato da un peso.
Malato e con le aspettative di gloria andate perdute, Pip viene riportato a casa e curato da Joe Gargery. Quando si riprende, egli rivisita la casa abbandonata di Miss Havisham, dove ritrova Estella e apprende che Drummle aveva rotto il fidanzamento con lei dopo aver appreso dei suoi reali genitori. Estella, rimasta nella casa ereditata da Miss Havisham, ha in mente di vivere in solitudine per sempre, proprio come la sua mentore. Sconvolto, Pip strappa le tende e riapre la finestre inchiodate da anni, consentendo alla luce del sole di divampare nella stanza, rivelando la desolazione degli interni, pieni di ragnatele e ingombri da polverosi mobili. Pip costringe Estella a guardare la decadenza di ciò che la circonda, e le confessa di non aver mai smesso di amarla. Dopo aver esitato, lei lo abbraccia e insieme i due giovani escono dalla casa, dando un ultimo sguardo indietro alla vecchia dimora, prima di raggiungere il cancello.
Il lieto fine del film è molto diverso da entrambe le conclusioni pubblicate e inedite del romanzo di Dickens. Si rivela nel romanzo (ma non nel film) che l'uomo che ha tradito Magwitch era il vecchio fidanzato di Miss Havisham che, dopo averla abbandonata sull'altare, la condusse alla follia.

## Produzione
Nel film recitano John Mills, Valerie Hobson, Finlay Currie, Martita Hunt, e Alec Guinness. La sceneggiatura venne scritta da Anthony Havelock-Allan, David Lean, Cecil McGivern, Ronald Neame e Kay Walsh, e il film fu prodotto da Ronald Neame. Jean Simmons, che interpretò il ruolo di Estella nel film, successivamente interpretò Miss Havisham nella versione del 1989 diretta da Kevin Connor.

## Accoglienza
Il film ricevette ottime recensioni alla sua uscita, e molti critici affermarono che fosse la miglior trasposizione cinematografica di un'opera di Charles Dickens. Alcuni critici avevano obiettato che Mills, all'età di trentotto anni, fosse troppo anziano per interpretare il ruolo di Pip, che nel romanzo ha ventuno anni. Ma Lean aveva puntato sull'esperienza dell'attore per dare maggiore spessore all'interpretazione del personaggio dickensiano. Il regista, che era stato per sette anni un montatore prima di dirigere il suo primo film, circondò Mills di un cast solido e vivace per aiutare lo spettatore ad immergersi completamente nella storia narrata.

## Riconoscimenti
- 1948 - Premio Oscar
  - Migliore fotografia a Guy Green
  - Migliore scenografia a John Bryan e Wilfred Shingleton
  - Nomination Miglior film alla Cineguild
  - Nomination Migliore regia a David Lean
  - Nomination Migliore sceneggiatura non originale a David Lean, Ronald Neame e Anthony Havelock-Allan

- 1947 - National Board of Review Award
  - Migliori dieci film

Nel 1999 il British Film Institute l'ha inserito al quinto posto della lista dei migliori cento film britannici del XX secolo.